# أوتش أغاج
أوتش أغاج (بالإنجليزية: Owch Aghaj)‏ هي قرية تقع في أردبيل في إيران. يقدر عدد سكانها بـ 158 نسمة بحسب إحصاء 2016.